# Saint-Paul-de-Salers
Pour les articles homonymes, voir Saint-Paul.
Saint-Paul-de-Salers est une commune française située dans le département du Cantal, en région Auvergne-Rhône-Alpes.

## Géographie
Saint-Paul-de-Salers se trouve dans la vallée de la Maronne, au pied de la ville de Salers. Le puy Violent (1 592 m) se situe à la limite de Saint-Paul-de-Salers et du Fau. Autres sommets sur la commune : Le Roc Brin 1517 mètres , Puy de l'Agneau 1322 mètres...

### Communes limitrophes
Les communes limitrophes sont Le Falgoux, Le Fau, Fontanges, Saint-Bonnet-de-Salers, Saint-Martin-Valmeroux et Salers.

### Climat
Pour des articles plus généraux, voir Climat d'Auvergne-Rhône-Alpes et Climat du Cantal.
En 2010, le climat de la commune est de type climat de montagne, selon une étude du CNRS s'appuyant sur une série de données couvrant la période 1971-2000. En 2020, Météo-France publie une typologie des climats de la France métropolitaine dans laquelle la commune est exposée à un climat de montagne ou de marges de montagne et est dans la région climatique  Ouest et nord-ouest du Massif Central, caractérisée par une pluviométrie annuelle de 900 à 1 500 mm, maximale en automne et en hiver. 
Pour la période 1971-2000, la température annuelle moyenne est de 9 °C, avec une amplitude thermique annuelle de 15,2 °C. Le cumul annuel moyen de précipitations est de 1 719 mm, avec 14,3 jours de précipitations en janvier et 9,1 jours en juillet. Pour la période 1991-2020, la température moyenne annuelle observée sur la station météorologique de Météo-France la plus proche, sur la commune du Claux à 15 km à vol d'oiseau, est de 8,4 °C et le cumul annuel moyen de précipitations est de 1 515,7 mm,. Pour l'avenir, les paramètres climatiques de la commune estimés pour 2050 selon différents scénarios d'émission de gaz à effet de serre sont consultables sur un site dédié publié par Météo-France en novembre 2022.

## Urbanisme

### Typologie
Au 1er janvier 2024, Saint-Paul-de-Salers est catégorisée commune rurale à habitat très dispersé, selon la nouvelle grille communale de densité à 7 niveaux définie par l'Insee en 2022.
Elle est située hors unité urbaine et hors attraction des villes,.

### Occupation des sols
L'occupation des sols de la commune, telle qu'elle ressort de la base de données européenne d’occupation biophysique des sols Corine Land Cover (CLC), est marquée par l'importance des forêts et milieux semi-naturels (77,1 % en 2018), une proportion sensiblement équivalente à celle de 1990 (77,6 %). La répartition détaillée en 2018 est la suivante : 
milieux à végétation arbustive et/ou herbacée (48,4 %), forêts (28,8 %), prairies (22,9 %). L'évolution de l’occupation des sols de la commune et de ses infrastructures peut être observée sur les différentes représentations cartographiques du territoire : la carte de Cassini (XVIIIe siècle), la carte d'état-major (1820-1866) et les cartes ou photos aériennes de l'IGN pour la période actuelle (1950 à aujourd'hui).

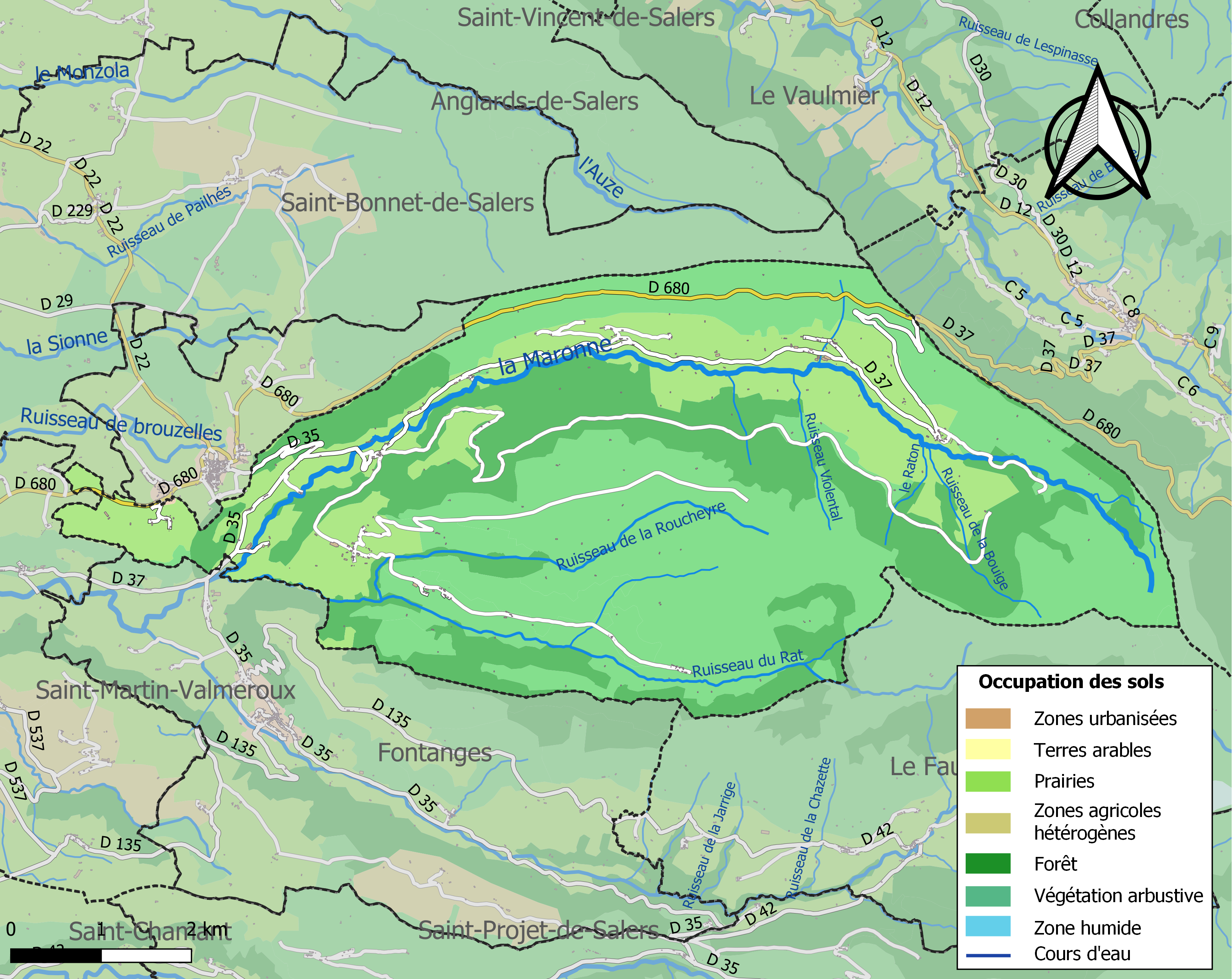
Carte des infrastructures et de l'occupation des sols de la commune en 2018 (CLC).

### Habitat et logement
En 2018, le nombre total de logements dans la commune était de 158, alors qu'il était de 154 en 2013 et de 154 en 2008.
Parmi ces logements, 34,2 % étaient des résidences principales, 57 % des résidences secondaires et 8,9 % des logements vacants. Ces logements étaient pour 95,6 % d'entre eux des maisons individuelles et pour 3,2 % des appartements.
Le tableau ci-dessous présente la typologie des logements à Saint-Paul-de-Salers en 2018 en comparaison avec celle du Cantal et de la France entière. Une caractéristique marquante du parc de logements est ainsi une proportion de résidences secondaires et logements occasionnels (57 %) supérieure à celle du département (20,4 %) et à celle de la France entière (9,7 %). Concernant le statut d'occupation de ces logements, 83,3 % des habitants de la commune sont propriétaires de leur logement (76,8 % en 2013), contre 70,4 % pour le Cantal et 57,5 pour la France entière.
| Typologie                                               | Saint-Paul-de-Salers | Cantal | France entière |
| ------------------------------------------------------- | -------------------- | ------ | -------------- |
| Résidences principales (en %)                           | 34,2                 | 67,7   | 82,1           |
| Résidences secondaires et logements occasionnels (en %) | 57                   | 20,4   | 9,7            |
| Logements vacants (en %)                                | 8,9                  | 11,9   | 8,2            |

## Histoire
En 1981, la commune de Saint-Paul change de nom pour Saint-Paul-de-Salers.

## Politique et administration

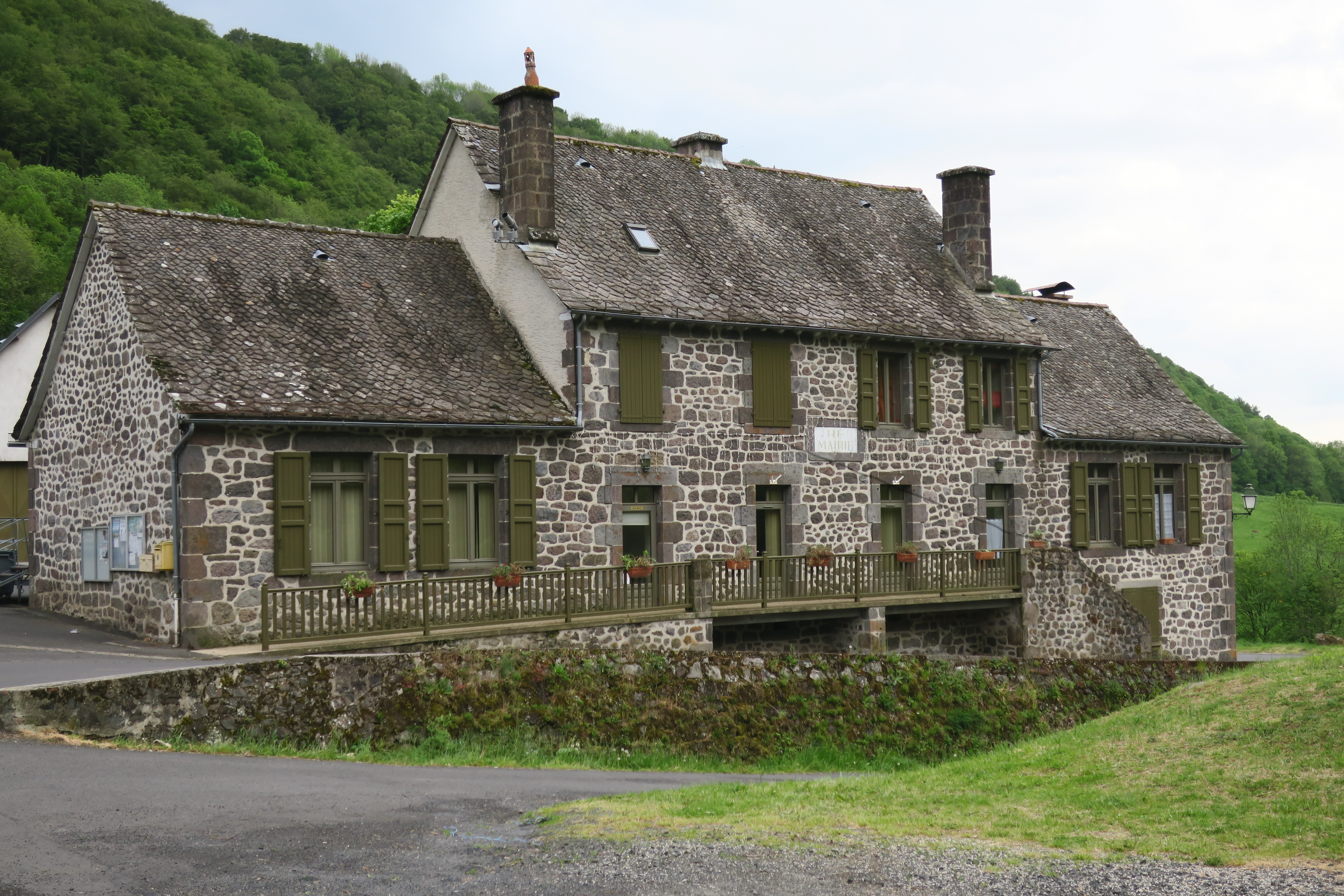
Mairie.

| Période                                  | Période                  | Identité                                | Étiquette   | Qualité |
| ---------------------------------------- | ------------------------ | --------------------------------------- | ----------- | ------- |
| Les données manquantes sont à compléter. |                          |                                         |             |         |
| avant 1827                               |                          | Marie Annet Joachim Nicolas de la Farge | Légitimiste |         |
| avant 1867                               |                          | Jacques Nicolas Abel de la Farge        | Légitimiste |         |
| avant 1901                               |                          | Marie Annet Gaston de la Farge          | Légitimiste |         |
| avant 1913                               |                          | Gustave Coste                           |             |         |
| avant 1944                               |                          | Pierre Chabaud                          |             |         |
| avant 1995                               | mars 2008                | Maurice Lamouroux                       |             |         |
| mars 2008                                | 2010                     | Alain Pirot                             |             |         |
| 2010                                     | 2024                     | Régis Joudrier                          | SE          |         |
| 2024                                     | En cours (au 31/01/2024) | Laurent Geneix                          |             |         |

## Démographie
L'évolution du nombre d'habitants est connue à travers les recensements de la population effectués dans la commune depuis 1793. Pour les communes de moins de 10 000 habitants, une enquête de recensement portant sur toute la population est réalisée tous les cinq ans, les populations de référence des années intermédiaires étant quant à elles estimées par interpolation ou extrapolation. Pour la commune, le premier recensement exhaustif entrant dans le cadre du nouveau dispositif a été réalisé en 2007.

En 2022, la commune comptait 105 habitants, en stagnation par rapport à 2016 (Cantal : −1,08 %, France hors Mayotte : +2,11 %).
| 1793 | 1800 | 1806 | 1821  | 1831  | 1836  | 1841 | 1846 | 1851 |
| ---- | ---- | ---- | ----- | ----- | ----- | ---- | ---- | ---- |
| 945  | 291  | 949  | 1 025 | 1 021 | 1 000 | 970  | 996  | 870  |

| 1856 | 1861 | 1866 | 1872 | 1876 | 1881 | 1886 | 1891 | 1896 |
| ---- | ---- | ---- | ---- | ---- | ---- | ---- | ---- | ---- |
| 876  | 857  | 840  | 867  | 845  | 835  | 809  | 793  | 816  |

| 1901 | 1906 | 1911 | 1921 | 1926 | 1931 | 1936 | 1946 | 1954 |
| ---- | ---- | ---- | ---- | ---- | ---- | ---- | ---- | ---- |
| 765  | 707  | 681  | 610  | 586  | 554  | 534  | 515  | 506  |

| 1962 | 1968 | 1975 | 1982 | 1990 | 1999 | 2006 | 2007 | 2012 |
| ---- | ---- | ---- | ---- | ---- | ---- | ---- | ---- | ---- |
| 509  | 455  | 329  | 195  | 164  | 147  | 125  | 122  | 111  |

| 2017 | 2022 | - | - | - | - | - | - | - |
| ---- | ---- | - | - | - | - | - | - | - |
| 105  | 105  | - | - | - | - | - | - | - |

## Lieux et monuments

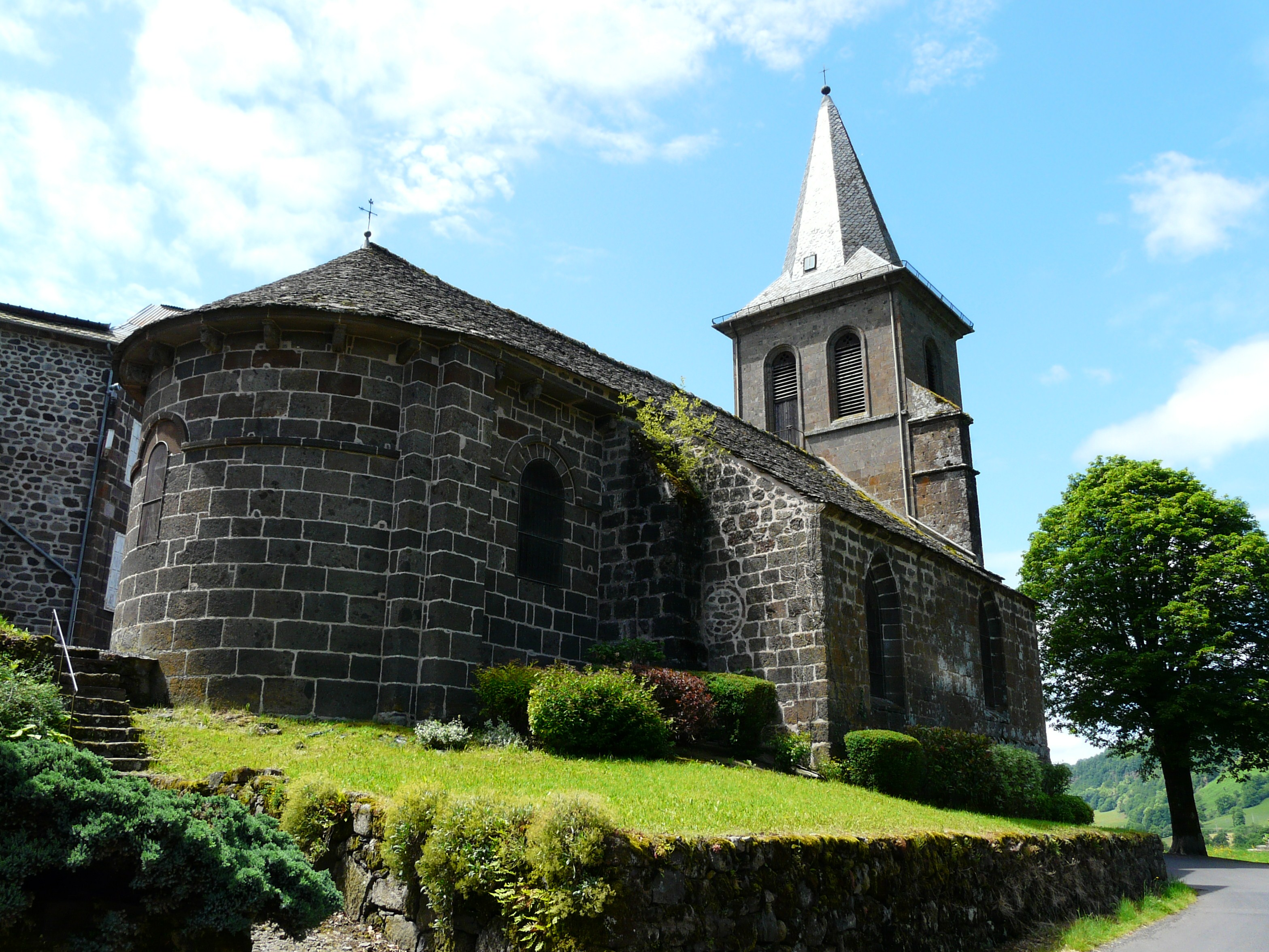
L'église Saint-Paul de Saint-Paul-de-Salers

- L'église Saint-Paul possède un chevet et un chœur du XIIe siècle. La nef et les chapelles latérales sont bâties du XIVe au XVIe siècle. Le clocher-porche est ajouté au milieu du XIXe siècle. Cet édifice est inscrit à l'inventaire des monuments historiques en 2003[17].
- Le Cayre au lieu-dit le Couderc du XIVe au XVIIIe siècle : il s'agit de la maison domaniale du Couderc réédifiée en 1788. Inscrite au patrimoine national au titre de la Fondation du Patrimoine, label Patrimoine historique des vieilles maisons françaises. Très représentatif de l'architecture vernaculaire des Hautes vallées ; importante toiture de lauzes phonolithes, croupes et cheminées brise-vent. Entourage traditionnel encore préservé.
- La Pierre, hameau seigneurial sur la route de Salers, antique propriété de la famille Vigier, vendue en 1611 à la famille de La Farge, devenue ensuite seigneur de La Pierre, par mariage, elle est devenue propriété d'une branche des Roquemaurel
- Le col de Néronne se trouve en limite de la commune et du Falgoux.

## Personnalités liées à la commune
- Franck Auriac (1935-2017) géographe.